# Nueva Cádiz Fútbol Club
Nueva Cádiz Fútbol Club fue un equipo de fútbol venezolano fundado en 1988 con base en la ciudad de Cumaná, Estado Sucre. Era conocida también como la primogénita debido al carácter antiguo de la ciudad.

## Historia
El equipo nace en 1996 y desde ese momento dirigido por César Farías, Nueva Cádiz comenzó disputando partidos en la categoría sub-17. En 1996 ingresa el delantero/mediocampista Juan Arango al Nueva Cádiz FC; al año siguiente se titulan campeones de la serie nacional sub-20, logrando ascender en la temporada 1997/1998 a la Segunda División de Venezuela. En esa primera temporada en la categoría de plata del balompié venezolano, logran el ascenso a la Primera División de Venezuela al obtener el campeonato.
En la primera temporada del equipo en la Primera División Venezolana 1998/99, quedan en el noveno puesto de los doce clubes que disputaban el Torneo Apertura 1998. En 1999, antes del comienzo del Torneo Clausura la directiva del equipo decide mudar la sede del equipo de Cumaná a Maracaibo, cambiando el nombre a Zulianos Fútbol Club, aunque manteniendo a César Farías como director técnico. 
Debido a un convenio de Zulianos FC con Unión Atlético Maracaibo en la temporada 2002/2003 para el puesto en primera división que había ganado Zulianos, se decide otorgárselo al Unión Atlético Maracaibo quedando Zulianos Fútbol Club nuevamente en la Segunda División de Venezuela. En la temporada 2003/2004 reaparece Nueva Cádiz FC con sede en Cumaná, participa una temporada más y desaparece el equipo.